# GNOME Software
GNOME Software je utilita pro instalaci a aktualizaci softwaru na počítačích s operačním systémem Linux a prostředím GNOME.
Jedná se o grafický frontend k PackageKit démonu (nicméně jsou podporovány i jiné backendy), jenž je sám front-endem k několika balíčkovacím systémům. Ty zahrnují systémy založené na RPM a DEB. Je napsán v jazyce C a poprvé byl představen v GNOME 3.10.
Tento program může být použit také k přidávání a správě repozitářů, instalaci aplikací ve formátech Flatpak a Snap a aktualizaci systémového firmwaru pomocí fwupd.